# الهجمات الإلكترونية على أوكرانيا 2022
الهجمات الإلكترونية على أوكرانيا 2022 في 14 يناير 2022 وقع هجوم إلكتروني أسقط أكثر من اثني عشر موقعًا إلكترونيًا للحكومة الأوكرانية. وفقًا لمسؤولين أوكرانيين تعرض حوالي 70 موقعًا حكوميًا للهجوم بما في ذلك وزارة الخارجية ومجلس الوزراء ومجلس الأمن والدفاع. تمت استعادة معظم المواقع في غضون ساعات من الهجوم. وتألفت الهجمات من قيام المتسللين باستبدال المواقع بنصوص باللغة الأوكرانية والبولندية الخاطئة والروسية والتي تنص على «الخوف وانتظر الأسوأ» وزعموا أن المعلومات الشخصية قد تم تسريبها إلى الإنترنت. بعد فترة وجيزة من ظهور الرسالة تم نقل المواقع إلى وضع عدم الاتصال.

## تفاعلات

### روسيا
نفت روسيا مزاعم أوكرانيا بأنها مرتبطة بالهجمات الإلكترونية.

### أوكرانيا
اقترحت المؤسسات الحكومية الأوكرانية مثل مركز الاتصالات الاستراتيجية وأمن المعلومات ووزارة الخارجية أن الاتحاد الروسي هو مرتكب الهجوم، مشيرة إلى أن هذه ليست المرة الأولى التي تتدخل فيها روسيا وتهاجم أوكرانيا.

### حلف شمال الأطلسي
أعلن الأمين العام لحلف الناتو ينس ستولتنبرغ أن المنظمة ستزيد من تنسيقها مع أوكرانيا بشأن الدفاع الإلكتروني في مواجهة المزيد من الهجمات الإلكترونية. وأعلن الحلف نيته توقيع اتفاق مع أوكرانيا لتعزيز تعاونهما في مجال مكافحة الهجمات السيبرانية، بعد ساعات من الهجوم الإلكتروني. يتمحور الاتفاق الذي سيوقع حول منح أوكرانيا حق الوصول إلى منصة تابعة للأطلسي لمشاركة معلومات بشأن البرامج الخبيثة، حسبما قال الأمين العام للحلف ينس ستولتنبرغ، موضحا أن خبراء من الناتو يقدمون «دعما ميدانيا للسلطات الأوكرانية».

### الاتحاد الأوربي
قال وزير خارجية الاتحاد الأوروبي جوزيب بوريل إن كل موارد الاتحاد قد تم حشدها لمساعدة أوكرانيا في التعامل مع «هذا النوع من الهجمات الإلكترونية». وأكد أن ممثلي اللجنة السياسية والأمنية بالاتحاد الأوروبي سيعقدون اجتماعا عاجلا لمناقشة الهجوم الذي «يستحق الإدانة».

## الهجوم الثاني
في 14 فبراير أدى هجوم هجمات الحرمان من الخدمات إلى تدمير مواقع وزارة الدفاع والجيش وأكبر بنكين في أوكرانيا بريفات بنك وأشاد بنك. أثر الهجوم أيضًا على تطبيقات الأجهزة المحمولة وأجهزة الصراف الآلي التابعة للبنوك. ووصفته صحيفة نيويورك تايمز بأنه «أكبر هجوم من نوعه في تاريخ البلاد». صرح مسؤولو الحكومة الأوكرانية بأن الهجوم من المحتمل أن يكون من قبل حكومة أجنبية، وأشاروا إلى أن روسيا كانت وراءه. على الرغم من وجود مخاوف من أن الهجوم يمكن أن يكون غطاء لهجمات أكثر خطورة، قال مسؤول أوكراني إنه لم يتم اكتشاف مثل هذا الهجوم.